# Tour de Ski 2009/2010
Tour de Ski 2009/2010 – czwarta edycja tej prestiżowej imprezy w biegach narciarskich, która odbyła się na przełomie 2009/2010. Tytułu wywalczonego rok wcześniej bronił wśród mężczyzn Szwajcar Dario Cologna, zwyciężczyni sprzed roku wśród kobiet Finka Virpi Kuitunen wycofała się z rywalizacji w połowie imprezy.
Ponownie nastąpiły zmiany w kalendarzu Touru. Jak przed rokiem impreza rozpoczęła się w Niemczech, gdzie odbywają się trzy konkursy w Oberhofie. Następnie zawodnicy przenieśli się do Czech, do Pragi. Później rozegrane zostały cztery konkursy we Włoszech, po dwa w Dobbiaco i w Val di Fiemme. Na starcie 4. Tour de Ski stanęło 161 uczestników: 74 kobiet i 87 mężczyzn. Zawody ukończyły 42 kobiety i 39 mężczyzn. Z reprezentantów Polski jedynie Justyna Kowalczyk stanęła na starcie tej prestiżowej imprezy, w której FIS przeznaczyła na nagrody 1 055 000 mln franków szwajcarskich (708 tys. euro). Zwycięzcy klasyfikacji końcowej zarówno wśród kobiet, jak i mężczyzn zarobili po 100 000 euro. Drugie miejsce zostało wycenione na 67 130, a trzecie na 33 565. Nagrody zaplanowano dla czołowej dziesiątki.
Wygrana w TdS warta była 400 pkt do klasyfikacji Pucharu Świata. Wyjątkowo w tym roku punkty premiowe za poszczególne biegi (50, 46, 43, itd.) były doliczane do punktacji generalnej Pucharu Świata od razu, a nie jak poprzednio, sumarycznie po zakończeniu imprezy.

## Klasyfikacja generalna

### Kobiety
| Rk. | Imię i nazwisko        | Narodowość | Oberhof Msc./Pkt | Oberhof Msc./Pkt | Oberhof Msc./Pkt | Praga Msc./Pkt | Dobbiaco Msc./Pkt | Dobbiaco Msc./Pkt | Val di Fiemme Msc./Pkt | Val di Fiemme Msc./Pkt | Tour-Punkty | PŚ-punkty razem |
| --- | ---------------------- | ---------- | ---------------- | ---------------- | ---------------- | -------------- | ----------------- | ----------------- | ---------------------- | ---------------------- | ----------- | --------------- |
| 1   | Justyna Kowalczyk      | Polska     | 3/43 p.          | 1/50 p.          | 2/46 p.          | 19/12 p.       | 3/43 p.           | 1/50 p.           | 24/7 p.                | 4/40 p.                | 400         | 691             |
| 2   | Petra Majdič           | Słowenia   | 1/50 p.          | 10/26 p.         | 1/50p.           | 7/32 p.        | 2/46 p.           | 3/43 p.           | 1/50 p.                | 12/22 p.               | 320         | 639             |
| 3   | Arianna Follis         | Włochy     | 4/40 p.          | 5/37 p.          | 4/40 p.          | 4/40 p.        | 1/50 p            | 6/34 p.           | 5/37 p.                | 10/26 p.               | 240         | 544             |
| 4   | Aino-Kaisa Saarinen    | Finlandia  | 6/34 p.          | 2/46 p.          | 3/43 p.          | 5/37 p.        | 4/40 p.           | 2/46 p.           | 28/3 p.                | 7/32 p.                | 200         | 481             |
| 5   | Kristin Størmer Steira | Norwegia   | 9/28 p.          | 3/43 p.          | 5/37 p.          | 33/0 p.        | 9/28 p.           | 4/40 p.           | 18/13 p.               | 1/50 p                 | 180         | 419             |
| 6   | Riitta-Liisa Roponen   | Finlandia  | 8/30 p.          | 13/20 p.         | 28/3 p.          | 11/24 p.       | 7/32 p.           | 15/16 p.          | 16/15 p.               | 2/46 p.                | 160         | 346             |
| 7   | Olga Zawiałowa         | Rosja      | 11/24 p.         | 9/28 p.          | 14/18 p.         | 34/0 p.        | 8/30 p.           | 18/13 p.          | 7/32 p.                | 8/30 p.                | 144         | 319             |
| 8   | Marianna Longa         | Włochy     | 33/0 p.          | 7/32 p.          | 13/20 p.         | 16/15 p.       | 5/37 p.           | 14/18 p.          | 3/43p.                 | 14/18 p.               | 128         | 311             |
| 9   | Alona Sidko            | Rosja      | 19/12 p.         | 14/18 p.         | 10/26 p.         | 45/0 p.        | 6/34 p.           | 7/32 p.           | 21/10 p.               | 20/11 p.               | 116         | 259             |
| 10  | Katrin Zeller          | Niemcy     | 20/11 p.         | 8/30 p.          | 30/1 p.          | 13/20 p.       | 10/26 p.          | 5/37 p.           | 10/26 p.               | 13/20 p.               | 104         | 203             |

### Mężczyźni
| Rk | Imię i nazwisko    | Narodowość | Oberhof Msc./Pkt | Oberhof Msc./Pkt | Oberhof Msc./Pkt | Praga Msc./Pkt | Dobbiaco Msc./Pkt | Dobbiaco Msc./Pkt | Val di Fiemme Msc./Pkt | Val di Fiemme Msc./Pkt | Tour-Punkty | PŚ-punkty razem |
| -- | ------------------ | ---------- | ---------------- | ---------------- | ---------------- | -------------- | ----------------- | ----------------- | ---------------------- | ---------------------- | ----------- | --------------- |
| 1  | Lukáš Bauer        | Czechy     | 7/32 pkt         | 4/40 pkt         | 43/0 pkt         | 60/0 pkt       | 15/16 pkt         | 2/46 pkt          | 1/50 pkt               | 1/50 pkt               | 400         | 634             |
| 2  | Petter Northug     | Norwegia   | 1/50 pkt         | 1/50 pkt         | 2/46 pkt         | 45/0 pkt       | 1/50 pkt          | 3/43 pkt          | 2/46 pkt               | 16/15 pkt              | 320         | 651             |
| 3  | Dario Cologna      | Szwajcaria | 4/40 pkt         | 12/22 pkt        | 10/26 pkt        | 11/24 pkt      | 2/46 pkt          | 8/30 pkt          | 4/40 pkt               | 5/37 pkt               | 240         | 511             |
| 4  | Marcus Hellner     | Szwecja    | 2/46 pkt         | 9/28 pkt         | 15/16 pkt        | 2/46 pkt       | 3/43 pkt          | 5/37 pkt          | 11/24 pkt              | 2/46 pkt               | 200         | 480             |
| 5  | Jean-Marc Gaillard | Francja    | 8/30 pkt         | 17/14 pkt        | 27/4 pkt         | 16/15 pkt      | 4/40 pkt          | 15/16 pkt         | 6/34 pkt               | 3/43 pkt               | 180         | 370             |
| 6  | René Sommerfeldt   | Niemcy     | 19/12 pkt        | 19/12 pkt        | 36/0 pkt         | 77/0 pkt       | 12/22 pkt         | 11/24 pkt         | 7/32 pkt               | 7/32 pkt               | 160         | 286             |
| 7  | Axel Teichmann     | Niemcy     | 3/43 pkt         | 6/34 pkt         | 3/43 pkt         | 58/0 pkt       | 6/34 pkt          | 4/40 pkt          | 3/43 pkt               | 24/7 pkt               | 144         | 413             |
| 8  | Daniel Richardsson | Szwecja    | 46/0 pkt         | 14/18 pkt        | 22/9 pkt         | 55/0 pkt       | 14/18 pkt         | 1/50 pkt          | 5/37 pkt               | 21/10 pkt              | 128         | 290             |
| 9  | Ivan Babikov       | Kanada     | 50/0 pkt         | 23/8 pkt         | 56/0 pkt         | 67/0 pkt       | 9/28 pkt          | 18/13 pkt         | 25/6 pkt               | 4/40 pkt               | 116         | 199             |
| 10 | Giorgio Di Centa   | Włochy     | 28/3 pkt         | 20/11 pkt        | 39/0 pkt         | 26/5 pkt       | 16/15 pkt         | 7/32 pkt          | 21/10 pkt              | 8/30 pkt               | 104         | 206             |

## Czołówki zawodów

### Kobiety
| Lp | Data             | Miejscowość   | Dystans                          | 1 miejsce              | 2 miejsce            | 3 miejsce                        |
| -- | ---------------- | ------------- | -------------------------------- | ---------------------- | -------------------- | -------------------------------- |
| 1. | 1 stycznia 2010  | Oberhof       | 2,5 km s. dowolnym (prolog)      | Petra Majdič           | Natalja Korostielowa | Justyna Kowalczyk                |
| 2. | 2 stycznia 2010  | Oberhof       | 10 km s. klasyczny (handicap)    | Justyna Kowalczyk      | Aino-Kaisa Saarinen  | Kristin Størmer Steira           |
| 3. | 3 stycznia 2010  | Oberhof       | Sprint s. klasycznym             | Petra Majdič           | Justyna Kowalczyk    | Aino-Kaisa Saarinen              |
| 4. | 4 stycznia 2010  | Praga         | Sprint s. dowolnym               | Natalja Korostielowa   | Celine Brun-Lie      | Alena Procházková                |
| 5. | 6 stycznia 2010  | Dobbiaco      | 16 km s. dowolnym (handicap)     | Arianna Follis         | Petra Majdič         | Justyna Kowalczyk                |
| 6. | 7 stycznia 2010  | Dobbiaco      | 5 km s. klasyczny                | Justyna Kowalczyk      | Aino-Kaisa Saarinen  | Petra Majdič                     |
| 7. | 9 stycznia 2010  | Val di Fiemme | 10 km s. klasyczny (bieg masowy) | Petra Majdič           | Jelena Kołomina      | Marianna Longa                   |
| 8. | 10 stycznia 2010 | Val di Fiemme | 9 km s. dowolny (handicap)       | Kristin Størmer Steira | Riitta-Liisa Roponen | Jewgienija Miedwiediewa-Arbuzowa |

### Mężczyźni
| Lp | Data             | Miejscowość   | Dystans                          | 1 miejsce          | 2 miejsce         | 3 miejsce          |
| -- | ---------------- | ------------- | -------------------------------- | ------------------ | ----------------- | ------------------ |
| 1. | 1 stycznia 2010  | Oberhof       | 3,75 km s. dowolnym (prolog)     | Petter Northug     | Marcus Hellner    | Axel Teichmann     |
| 2. | 2 stycznia 2010  | Oberhof       | 15 km s. klasyczny (handicap)    | Petter Northug     | Maksim Wylegżanin | Matti Heikkinen    |
| 3. | 3 stycznia 2010  | Oberhof       | Sprint s. klasycznym             | Eldar Rønning      | Petter Northug    | Axel Teichmann     |
| 4. | 4 stycznia 2010  | Praga         | Sprint s. dowolnym               | Emil Jönsson       | Marcus Hellner    | Simen Østensen     |
| 5. | 6 stycznia 2010  | Dobbiaco      | 30 km s. dowolnym (handicap)     | Petter Northug     | Dario Cologna     | Marcus Hellner     |
| 6. | 7 stycznia 2010  | Dobbiaco      | 10 km s. klasyczny               | Daniel Richardsson | Lukáš Bauer       | Petter Northug     |
| 7. | 9 stycznia 2010  | Val di Fiemme | 20 km s. klasyczny (bieg masowy) | Lukáš Bauer        | Petter Northug    | Axel Teichmann     |
| 8. | 10 stycznia 2010 | Val di Fiemme | 10 km s. dowolny (handicap)      | Lukáš Bauer        | Marcus Hellner    | Jean-Marc Gaillard |

## Przebieg zawodów

### Kobiety

#### 1 stycznia20102,5 km s. dowolnym (prolog), start indywidualnyOberhof,Niemcy
| #  | Imię i nazwisko        | Narodowość | Czas   | Punkty PŚ |
| -- | ---------------------- | ---------- | ------ | --------- |
| 1  | Petra Majdič           | Słowenia   | 6:35,3 | 50        |
| 2  | Natalja Korostielowa   | Rosja      | 6:37,4 | 46        |
| 3  | Justyna Kowalczyk      | Polska     | 6:41,6 | 43        |
| 4  | Arianna Follis         | Włochy     | 6:42,3 | 40        |
| 5  | Miriam Gössner         | Niemcy     | 6:48,0 | 37        |
| 6  | Aino-Kaisa Saarinen    | Finlandia  | 6:50,8 | 34        |
| 7  | Celine Brun-Lie        | Norwegia   | 6:51,0 | 32        |
| 8  | Riitta-Liisa Roponen   | Finlandia  | 6:51,5 | 30        |
| 9  | Kristin Størmer Steira | Norwegia   | 6:51,7 | 28        |
| 10 | Hanna Brodin           | Szwecja    | 6:52,9 | 26        |

| # | Imię i nazwisko | Narodowość | Czas   |
| - | --------------- | ---------- | ------ |
| 1 | P. Majdič       | Słowenia   | 6:20,0 |
| 2 | N. Korostielowa | Rosja      | +7,0   |
| 3 | J. Kowalczyk    | Polska     | +16,0  |
| 4 | A. Follis       | Włochy     | +22,0  |
| 5 | M. Gössner      | Niemcy     | +28,0  |

| # | Imię i nazwisko | Narodowość | Punkty |
| - | --------------- | ---------- | ------ |
| 1 | P. Majdič       | Słowenia   | 15     |
| 2 | N. Korostielowa | Rosja      | 10     |
| 3 | J. Kowalczyk    | Polska     | 5      |

#### 2 stycznia201010 km s. klasyczny (handicap), start indywidualnyOberhof,Niemcy
| #  | Imię i nazwisko        | Narodowość | Czas    | Punkty PŚ |
| -- | ---------------------- | ---------- | ------- | --------- |
| 1  | Justyna Kowalczyk      | Polska     | 28:10,0 | 50        |
| 2  | Aino-Kaisa Saarinen    | Finlandia  | 28:12,8 | 46        |
| 3  | Kristin Størmer Steira | Norwegia   | 28:15,7 | 43        |
| 4  | Virpi Kuitunen         | Finlandia  | 28:23,2 | 40        |
| 5  | Arianna Follis         | Włochy     | 28:36,6 | 37        |
| 6  | Natalja Korostielowa   | Rosja      | 28:41,3 | 34        |
| 7  | Marianna Longa         | Włochy     | 28:44,0 | 32        |
| 8  | Vibeke Skofterud       | Norwegia   | 28:44,8 | 30        |
| 9  | Olga Zawiałowa         | Rosja      | 28:45,2 | 28        |
| 10 | Petra Majdič           | Słowenia   | 28:45,7 | 26        |

| # | Imię i nazwisko | Narodowość | Czas    |
| - | --------------- | ---------- | ------- |
| 1 | J. Kowalczyk    | Polska     | 34:30,0 |
| 2 | A. Saarinen     | Finlandia  | +2,8    |
| 3 | K. Steira       | Norwegia   | +5,7    |
| 4 | V. Kuitunen     | Finlandia  | +13,2   |
| 5 | A. Follis       | Włochy     | +26,6   |

| # | Imię i nazwisko | Narodowość | Punkty |
| - | --------------- | ---------- | ------ |
| 1 | P. Majdič       | Słowenia   | 15     |
| 2 | N. Korostielowa | Rosja      | 10     |
| 3 | J. Kowalczyk    | Polska     | 5      |

#### 3 stycznia2010Sprint s. klasycznym, start indywidualnyOberhof,Niemcy
| Finał A  | Finał A                | Finał A    | Finał A | Finał A   |
| #        | Imię i nazwisko        | Narodowość | Czas    | Punkty PŚ |
| -------- | ---------------------- | ---------- | ------- | --------- |
| 1        | Petra Majdič           | Słowenia   | 4:18,8  | 50        |
| 2        | Justyna Kowalczyk      | Polska     | 4:20,9  | 46        |
| 3        | Aino-Kaisa Saarinen    | Finlandia  | 4:22,4  | 43        |
| 4        | Arianna Follis         | Włochy     | 4:28,1  | 40        |
| 5        | Kristin Størmer Steira | Norwegia   | 4:29,4  | 37        |
| 6        | Alena Procházková      | Słowacja   | 4:40,0  | 34        |
| Półfinał |                        |            |         |           |
| 7        | Kateřina Smutná        | Austria    | –       | 32        |
| 8        | Walentina Nowikowa     | Rosja      | –       | 30        |
| 9        | Olga Roczewa           | Rosja      | –       | 28        |
| 10       | Alona Sidko            | Rosja      | –       | 26        |
| 11       | Natalja Korostielowa   | Rosja      | –       | 24        |
| 12       | Ida Ingemarsdotter     | Szwecja    | –       | 22        |

| # | Imię i nazwisko | Narodowość | Czas    |
| - | --------------- | ---------- | ------- |
| 1 | J. Kowalczyk    | Polska     | 37:56,1 |
| 2 | A. Saarinen     | Finlandia  | +4,3    |
| 3 | K. Steira       | Norwegia   | +30,1   |
| 4 | P. Majdič       | Słowenia   | +34,5   |
| 5 | A. Follis       | Włochy     | +39,7   |

| # | Imię i nazwisko | Narodowość | Punkty |
| - | --------------- | ---------- | ------ |
| 1 | P. Majdič       | Słowenia   | 75     |
| 2 | J.Kowalczyk     | Polska     | 61     |
| 3 | A. Saarinen     | Finlandia  | 52     |

#### 4 stycznia2010Sprint s. dowolnym, start indywidualnyPraga,Czechy
| #        | Imię i nazwisko      | Narodowość | Czas | Punkty PŚ |
| -------- | -------------------- | ---------- | ---- | --------- |
| 1        | Natalja Korostielowa | Rosja      | –    | 50        |
| 2        | Celine Brun-Lie      | Norwegia   | –    | 46        |
| 3        | Alena Procházková    | Słowacja   | –    | 43        |
| 4        | Arianna Follis       | Włochy     | –    | 40        |
| 5        | Aino-Kaisa Saarinen  | Finlandia  | –    | 37        |
| 6        | Vesna Fabjan         | Słowenia   | –    | 34        |
| Półfinał |                      |            |      |           |
| 7        | Petra Majdič         | Słowenia   | –    | 32        |
| 8        | Magda Genuin         | Włochy     | –    | 30        |
| 9        | Magdalena Pajala     | Szwecja    | –    | 28        |
| 10       | Britta Norgren       | Szwecja    | –    | 26        |
| 11       | Astrid Jacobsen      | Norwegia   | –    | 24        |
| 12       | Vibeke Skofterud     | Norwegia   | –    | 22        |
| . .      |                      |            |      |           |
| 19       | Justyna Kowalczyk    | Polska     | –    | 12        |

| # | Imię i nazwisko | Narodowość | Czas    |
| - | --------------- | ---------- | ------- |
| 1 | A. Saarinen     | Finlandia  | 40:16,3 |
| 2 | J. Kowalczyk    | Polska     | +24,9   |
| 3 | P. Majdič       | Słowenia   | +29,7   |
| 4 | A. Follis       | Włochy     | +31,7   |
| 5 | N. Korostielowa | Rosja      | +45,2   |

| # | Imię i nazwisko | Narodowość | Punkty |
| - | --------------- | ---------- | ------ |
| 1 | P. Majdič       | Słowenia   | 115    |
| 2 | N. Korostielowa | Rosja      | 102    |
| 3 | A. Follis       | Włochy     | 96     |
| 3 | A. Saarinen     | Finlandia  | 96     |

#### 6 stycznia201016 km s. dowolnym (handicap), start indywidualnyDobbiaco,Włochy
| #  | Imię i nazwisko        | Narodowość | Czas    | Punkty PŚ |
| -- | ---------------------- | ---------- | ------- | --------- |
| 1  | Arianna Follis         | Włochy     | 34:34,8 | 50        |
| 2  | Petra Majdič           | Słowenia   | 34:38,2 | 46        |
| 3  | Justyna Kowalczyk      | Polska     | 34:38,9 | 43        |
| 4  | Aino-Kaisa Saarinen    | Finlandia  | 35:02,4 | 40        |
| 5  | Marianna Longa         | Włochy     | 36:35,7 | 37        |
| 6  | Alona Sidko            | Rosja      | 36:36,8 | 34        |
| 7  | Riitta-Liisa Roponen   | Finlandia  | 36:38,5 | 32        |
| 8  | Olga Zawiałowa         | Rosja      | 36:38,9 | 30        |
| 9  | Kristin Størmer Steira | Norwegia   | 36:42,5 | 28        |
| 10 | Vibeke Skofterud       | Norwegia   | 37:18,2 | 26        |

| # | Imię i nazwisko | Narodowość | Czas      |
| - | --------------- | ---------- | --------- |
| 1 | A. Follis       | Włochy     | 1:14:51,1 |
| 2 | P. Majdič       | Słowenia   | +3,4      |
| 3 | J. Kowalczyk    | Polska     | +4,1      |
| 4 | A. Saarinen     | Finlandia  | +27,6     |
| 5 | M. Longa        | Włochy     | +2:00,9   |

| # | Imię i nazwisko | Narodowość | Punkty |
| - | --------------- | ---------- | ------ |
| 1 | P. Majdič       | Słowenia   | 115    |
| 2 | A. Follis       | Włochy     | 96     |
| 2 | A. Saarinen     | Finlandia  | 96     |

#### 7 stycznia20105 km s. klasyczny, start indywidualnyDobbiaco,Włochy
| #  | Imię i nazwisko        | Narodowość | Czas    | Punkty PŚ |
| -- | ---------------------- | ---------- | ------- | --------- |
| 1  | Justyna Kowalczyk      | Polska     | 12:37,6 | 50        |
| 2  | Aino-Kaisa Saarinen    | Finlandia  | 12:49,2 | 46        |
| 3  | Petra Majdič           | Słowenia   | 12:52,4 | 43        |
| 4  | Kristin Størmer Steira | Norwegia   | 13:02,2 | 40        |
| 5  | Vibeke Skofterud       | Norwegia   | 13:03,7 | 37        |
| 6  | Arianna Follis         | Włochy     | 13:03,9 | 34        |
| 7  | Alona Sidko            | Rosja      | 13:05,5 | 32        |
| 8  | Julija Czekalowa       | Rosja      | 13:06,2 | 30        |
| 9  | Marthe Kristoffersen   | Norwegia   | 13:12,0 | 28        |
| 10 | Katrin Zeller          | Niemcy     | 13:13,5 | 26        |

| # | Imię i nazwisko | Narodowość | Czas      |
| - | --------------- | ---------- | --------- |
| 1 | J. Kowalczyk    | Polska     | 1:27:32,8 |
| 2 | P. Majdič       | Słowenia   | +14,1     |
| 3 | A. Follis       | Włochy     | +23,2     |
| 4 | A. Saarinen     | Finlandia  | +39,1     |
| 5 | A. Sidko        | Rosja      | +2:27,8   |

| # | Imię i nazwisko | Narodowość | Punkty |
| - | --------------- | ---------- | ------ |
| 1 | P. Majdič       | Słowenia   | 115    |
| 2 | A. Follis       | Włochy     | 96     |
| 2 | A. Saarinen     | Finlandia  | 96     |

#### 9 stycznia201010 km s. klasyczny (bieg masowy), start indywidualnyVal di Fiemme,Włochy
| #   | Imię i nazwisko   | Narodowość | Czas    | Punkty PŚ |
| --- | ----------------- | ---------- | ------- | --------- |
| 1   | Petra Majdič      | Słowenia   | 34:06,4 | 50        |
| 2   | Jelena Kołomina   | Kazachstan | +0,1    | 46        |
| 3   | Marianna Longa    | Włochy     | +1,0    | 43        |
| 4   | Riikka Sarasoja   | Finlandia  | +1,3    | 40        |
| 5   | Arianna Follis    | Włochy     | +2,4    | 37        |
| 6   | Britta Norgren    | Szwecja    | +2,5    | 34        |
| 7   | Olga Zawiałowa    | Rosja      | +4,4    | 32        |
| 8   | Eva Nývltová      | Czechy     | +4,5    | 30        |
| 9   | Magdalena Pajala  | Szwecja    | +4,7    | 28        |
| 10  | Katrin Zeller     | Niemcy     | +6,0    | 26        |
| . . |                   |            |         |           |
| 22  | Justyna Kowalczyk | Polska     | +15,5   | 8         |

| # | Imię i nazwisko | Narodowość | Czas      |
| - | --------------- | ---------- | --------- |
| 1 | P. Majdič       | Słowenia   | 2:01:08,3 |
| 2 | J. Kowalczyk    | Polska     | +31,4     |
| 3 | A. Follis       | Włochy     | +56,5     |
| 4 | A. Saarinen     | Finlandia  | +1:35,4   |
| 5 | A. Sidko        | Rosja      | +2:59,6   |

| # | Imię i nazwisko | Narodowość | Punkty |
| - | --------------- | ---------- | ------ |
| 1 | P. Majdič       | Słowenia   | 160    |
| 2 | A. Saarinen     | Finlandia  | 96     |
| 2 | A. Follis       | Włochy     | 96     |

#### 10 stycznia20109 km s. dowolny (handicap), start indywidualnyVal di Fiemme,Włochy
| #  | Imię i nazwisko                  | Narodowość | Czas    | Punkty PŚ |
| -- | -------------------------------- | ---------- | ------- | --------- |
| 1  | Kristin Størmer Steira           | Norwegia   | 35:49,8 | 50        |
| 2  | Riitta-Liisa Roponen             | Finlandia  | +3,0    | 46        |
| 3  | Jewgienija Miedwiediewa-Arbuzowa | Rosja      | +3,9    | 43        |
| 4  | Justyna Kowalczyk                | Polska     | +25,0   | 40        |
| 5  | Sabina Valbusa                   | Włochy     | +30,3   | 37        |
| 6  | Karine Philippot                 | Francja    | +42,8   | 34        |
| 7  | Aino-Kaisa Saarinen              | Finlandia  | +55,7   | 32        |
| 8  | Olga Zawiałowa                   | Rosja      | +56,1   | 30        |
| 9  | Swietłana Małachowa              | Kazachstan | +1:11,6 | 28        |
| 10 | Arianna Follis                   | Włochy     | +1:12,1 | 26        |

| # | Imię i nazwisko | Narodowość | Czas      |
| - | --------------- | ---------- | --------- |
| 1 | J. Kowalczyk    | Polska     | 2:37:54,5 |
| 2 | P. Majdič       | Słowenia   | +19,2     |
| 3 | A. Follis       | Włochy     | +1:12,2   |
| 4 | A. Saarinen     | Finlandia  | +1:34,7   |
| 5 | K. Steira       | Norwegia   | +2:08,1   |

| # | Imię i nazwisko | Narodowość | Punkty |
| - | --------------- | ---------- | ------ |
| 1 | P. Majdič       | Słowenia   | 160    |
| 2 | A. Saarinen     | Finlandia  | 96     |
| 2 | A. Follis       | Włochy     | 96     |

### Mężczyźni

#### 1 stycznia20103,75 km s. dowolnym (prolog), start indywidualnyOberhof,Niemcy
| # | Imię i nazwisko    | Narodowość | Czas   | Punkty PŚ |
| - | ------------------ | ---------- | ------ | --------- |
| 1 | Petter Northug     | Norwegia   | 7:37,4 | 50        |
| 2 | Marcus Hellner     | Szwecja    | 7:38,2 | 46        |
| 3 | Axel Teichmann     | Niemcy     | 7:39,4 | 43        |
| 4 | Dario Cologna      | Szwajcaria | 7:39,9 | 40        |
| 5 | Siergiej Szyriajew | Rosja      | 7:42,6 | 37        |
| 6 | Loris Frasnelli    | Włochy     | 7:43,6 | 34        |
| 7 | Lukáš Bauer        | Czechy     | 7:44,5 | 32        |
| 8 | Jean-Marc Gaillard | Francja    | 7:45,1 | 30        |
| 9 | Aleksandr Legkow   | Rosja      | 7:47,1 | 28        |
| 9 | Jesper Modin       | Szwecja    | 7:47,1 | 28        |

| # | Imię i nazwisko    | Narodowość | Czas   |
| - | ------------------ | ---------- | ------ |
| 1 | Petter Northug     | Norwegia   | 7:22,4 |
| 2 | Marcus Hellner     | Szwecja    | +5,8   |
| 3 | Axel Teichmann     | Niemcy     | +12,0  |
| 4 | Dario Cologna      | Szwajcaria | +17,5  |
| 5 | Siergiej Szyriajew | Rosja      | +20,2  |

| # | Imię i nazwisko | Narodowość | Punkty |
| - | --------------- | ---------- | ------ |
| 1 | Petter Northug  | Norwegia   | 15     |
| 2 | Marcus Hellner  | Szwecja    | 10     |
| 3 | Axel Teichmann  | Niemcy     | 5      |

#### 2 stycznia201015 km s. klasyczny (handicap), start indywidualnyOberhof,Niemcy
| #  | Imię i nazwisko   | Narodowość | Czas    | Punkty PŚ |
| -- | ----------------- | ---------- | ------- | --------- |
| 1  | Petter Northug    | Norwegia   | 39:45,8 | 50        |
| 2  | Maksim Wylegżanin | Rosja      | 39:45,9 | 46        |
| 3  | Matti Heikkinen   | Finlandia  | 39:46,5 | 43        |
| 4  | Lukáš Bauer       | Czechy     | 39:48,2 | 40        |
| 5  | Tobias Angerer    | Niemcy     | 39:48,8 | 37        |
| 6  | Axel Teichmann    | Niemcy     | 39:51,0 | 34        |
| 7  | Sami Jauhojärvi   | Finlandia  | 39:55,2 | 32        |
| 8  | Jens Filbrich     | Niemcy     | 39:55,7 | 30        |
| 9  | Marcus Hellner    | Szwecja    | 39:56,2 | 28        |
| 10 | Devon Kershaw     | Kanada     | 39:56,6 | 26        |

| # | Imię i nazwisko   | Narodowość | Czas    |
| - | ----------------- | ---------- | ------- |
| 1 | Petter Northug    | Norwegia   | 47:07,8 |
| 2 | Maksim Wylegżanin | Rosja      | +0,1    |
| 3 | Matti Heikkinen   | Finlandia  | +0,8    |
| 4 | Lukáš Bauer       | Czechy     | +2,5    |
| 5 | Tobias Angerer    | Niemcy     | +3,1    |

| # | Imię i nazwisko | Narodowość | Punkty |
| - | --------------- | ---------- | ------ |
| 1 | Petter Northug  | Norwegia   | 15     |
| 2 | Marcus Hellner  | Szwecja    | 10     |
| 3 | Axel Teichmann  | Niemcy     | 5      |

#### 3 stycznia2010Sprint s. klasycznym, start indywidualnyOberhof,Niemcy
| #        | Imię i nazwisko    | Narodowość        | Czas | Punkty PŚ |
| -------- | ------------------ | ----------------- | ---- | --------- |
| 1        | Eldar Rønning      | Norwegia          | –    | 50        |
| 2        | Petter Northug     | Norwegia          | –    | 46        |
| 3        | Axel Teichmann     | Niemcy            | –    | 43        |
| 4        | Teodor Peterson    | Szwecja           | –    | 40        |
| 5        | Emil Jönsson       | Szwecja           | –    | 37        |
| 6        | Iwan Ałypow        | Rosja             | –    | 34        |
| Półfinał |                    |                   |      |           |
| 7        | Nikołaj Pankratow  | Rosja             | –    | 32        |
| 8        | Andrew Newell      | Stany Zjednoczone | –    | 30        |
| 9        | Sami Jauhojärvi    | Finlandia         | –    | 28        |
| 10       | Dario Cologna      | Szwajcaria        | –    | 26        |
| 11       | Simen Østensen     | Norwegia          | –    | 24        |
| 12       | Jewgienij Koszewoj | Kazachstan        | –    | 22        |

| # | Imię i nazwisko | Narodowość | Czas    |
| - | --------------- | ---------- | ------- |
| 1 | Petter Northug  | Norwegia   | 49:58,0 |
| 2 | Axel Teichmann  | Niemcy     | +9,8    |
| 3 | Emil Jönsson    | Szwecja    | +20,9   |
| 4 | Eldar Rønning   | Norwegia   | +23,3   |
| 5 | Sami Jauhojärvi | Finlandia  | +30,3   |

| # | Imię i nazwisko | Narodowość | Punkty |
| - | --------------- | ---------- | ------ |
| 1 | Petter Northug  | Norwegia   | 71     |
| 2 | Eldar Rønning   | Norwegia   | 60     |
| 3 | Axel Teichmann  | Niemcy     | 57     |

#### 4 stycznia2010Sprint s. dowolnym, start indywidualnyPraga,Czechy
| #        | Imię i nazwisko   | Narodowość        | Czas | Punkty PŚ |
| -------- | ----------------- | ----------------- | ---- | --------- |
| 1        | Emil Jönsson      | Szwecja           | –    | 50        |
| 2        | Marcus Hellner    | Szwecja           | –    | 46        |
| 3        | Simen Østensen    | Norwegia          | –    | 43        |
| 4        | Dušan Kožíšek     | Czechy            | –    | 40        |
| 5        | Teodor Peterson   | Szwecja           | –    | 37        |
| 6        | Andrew Newell     | Stany Zjednoczone | –    | 34        |
| Półfinał |                   |                   |      |           |
| 7        | Maksim Wylegżanin | Rosja             | –    | 32        |
| 8        | Maurice Manificat | Francja           | –    | 30        |
| 9        | Martin Koukal     | Czechy            | –    | 28        |
| 10       | Tim Tscharnke     | Niemcy            | –    | 26        |
| 11       | Dario Cologna     | Szwajcaria        | –    | 24        |
| 12       | Renato Pasini     | Włochy            | –    | 22        |

| # | Imię i nazwisko   | Narodowość | Czas    |
| - | ----------------- | ---------- | ------- |
| 1 | Emil Jönsson      | Szwecja    | 51:50,2 |
| 2 | Marcus Hellner    | Szwecja    | +43,8   |
| 3 | Simen Østensen    | Norwegia   | +44,3   |
| 4 | Maksim Wylegżanin | Rosja      | +46,5   |
| 5 | Petter Northug    | Norwegia   | +47,3   |

| # | Imię i nazwisko | Narodowość | Punkty |
| - | --------------- | ---------- | ------ |
| 1 | Emil Jönsson    | Szwecja    | 104    |
| 2 | Teodor Peterson | Szwecja    | 92     |
| 3 | Simen Østensen  | Norwegia   | 84     |

#### 6 stycznia201030 km s. dowolnym (handicap), start indywidualnyDobbiaco,Włochy
| #  | Imię i nazwisko     | Narodowość | Czas      | Punkty PŚ |
| -- | ------------------- | ---------- | --------- | --------- |
| 1  | Petter Northug      | Norwegia   | 1:25:38,0 | 50        |
| 2  | Dario Cologna       | Szwajcaria | +0,4      | 46        |
| 3  | Marcus Hellner      | Szwecja    | +0,8      | 43        |
| 4  | Jean-Marc Gaillard  | Francja    | +10,8     | 40        |
| 5  | Matti Heikkinen     | Finlandia  | +12,0     | 37        |
| 6  | Axel Teichmann      | Niemcy     | +22,3     | 34        |
| 7  | Curdin Perl         | Szwajcaria | +36,1     | 32        |
| 8  | Tord Asle Gjerdalen | Norwegia   | +36,7     | 30        |
| 9  | Ivan Babikov        | Kanada     | +37,1     | 28        |
| 10 | Tom Reichelt        | Niemcy     | +37,1     | 26        |

| # | Imię i nazwisko    | Narodowość | Czas      |
| - | ------------------ | ---------- | --------- |
| 1 | Petter Northug     | Norwegia   | 2:17:28,2 |
| 2 | Dario Cologna      | Szwajcaria | +0,4      |
| 3 | Marcus Hellner     | Szwecja    | +0,8      |
| 4 | Jean-Marc Gaillard | Francja    | +10,8     |
| 5 | Matti Heikkinen    | Finlandia  | +12,0     |

| # | Imię i nazwisko | Narodowość | Punkty |
| - | --------------- | ---------- | ------ |
| 1 | Simen Østensen  | Norwegia   | 84     |
| 2 | Marcus Hellner  | Szwecja    | 82     |
| 3 | Petter Northug  | Norwegia   | 71     |

#### 7 stycznia201010 km s. klasyczny, start indywidualnyDobbiaco,Włochy
| #  | Imię i nazwisko    | Narodowość | Czas    | Punkty PŚ |
| -- | ------------------ | ---------- | ------- | --------- |
| 1  | Daniel Richardsson | Szwecja    | 23:14,5 | 50        |
| 2  | Lukáš Bauer        | Czechy     | +1,7    | 46        |
| 3  | Petter Northug     | Norwegia   | +6,2    | 43        |
| 4  | Axel Teichmann     | Niemcy     | +13,4   | 40        |
| 5  | Marcus Hellner     | Szwecja    | +25,5   | 37        |
| 6  | Matti Heikkinen    | Finlandia  | +28,6   | 34        |
| 7  | Giorgio Di Centa   | Włochy     | +31,6   | 32        |
| 8  | Dario Cologna      | Szwajcaria | +35,5   | 30        |
| 9  | Alex Harvey        | Kanada     | +42,4   | 28        |
| 10 | Jens Filbrich      | Niemcy     | +46,4   | 26        |

| # | Imię i nazwisko    | Narodowość | Czas      |
| - | ------------------ | ---------- | --------- |
| 1 | Petter Northug     | Norwegia   | 2:40:48,9 |
| 2 | Marcus Hellner     | Szwecja    | +20,1     |
| 3 | Axel Teichmann     | Niemcy     | +29,5     |
| 4 | Dario Cologna      | Szwajcaria | +29,7     |
| 5 | Daniel Richardsson | Szwecja    | +32,3     |

| # | Imię i nazwisko | Narodowość | Punkty |
| - | --------------- | ---------- | ------ |
| 1 | Simen Østensen  | Norwegia   | 84     |
| 2 | Marcus Hellner  | Szwecja    | 82     |
| 3 | Petter Northug  | Norwegia   | 71     |

#### 9 stycznia201020 km s. klasyczny (bieg masowy), start indywidualnyVal di Fiemme,Włochy
| #  | Imię i nazwisko        | Narodowość | Czas    | Punkty PŚ |
| -- | ---------------------- | ---------- | ------- | --------- |
| 1  | Lukáš Bauer            | Czechy     | 59:03,5 | 50        |
| 2  | Petter Northug         | Norwegia   | +31,5   | 46        |
| 3  | Axel Teichmann         | Niemcy     | +32,3   | 43        |
| 4  | Dario Cologna          | Szwajcaria | +33,3   | 40        |
| 5  | Daniel Richardsson     | Szwecja    | +37,1   | 37        |
| 6  | Jean-Marc Gaillard     | Francja    | +42,0   | 34        |
| 7  | René Sommerfeldt       | Niemcy     | +44,6   | 32        |
| 8  | Siergiej Czeriepanow   | Kazachstan | +45,4   | 30        |
| 9  | Martin Johnsrud Sundby | Norwegia   | +46,5   | 28        |
| 10 | Jens Filbrich          | Niemcy     | +48,0   | 26        |

| # | Imię i nazwisko    | Narodowość | Czas      |
| - | ------------------ | ---------- | --------- |
| 1 | Petter Northug     | Norwegia   | 3:39:18,9 |
| 2 | Lukáš Bauer        | Czechy     | +8,3      |
| 3 | Axel Teichmann     | Niemcy     | +1:30,3   |
| 4 | Dario Cologna      | Szwajcaria | +1:31,5   |
| 5 | Daniel Richardsson | Szwecja    | +1:42,9   |

| # | Imię i nazwisko | Narodowość | Punkty |
| - | --------------- | ---------- | ------ |
| 1 | Petter Northug  | Norwegia   | 136    |
| 2 | Simen Østensen  | Norwegia   | 99     |
| 3 | Marcus Hellner  | Szwecja    | 82     |

#### 10 stycznia201010 km s. dowolny (handicap), start indywidualnyVal di Fiemme,Włochy
| #  | Imię i nazwisko    | Narodowość | Czas    | Punkty PŚ |
| -- | ------------------ | ---------- | ------- | --------- |
| 1  | Lukáš Bauer        | Czechy     | 33:43,4 | 50        |
| 2  | Marcus Hellner     | Szwecja    | +2,4    | 46        |
| 3  | Jean-Marc Gaillard | Francja    | +2,5    | 43        |
| 4  | Ivan Babikov       | Kanada     | +5,3    | 40        |
| 5  | Dario Cologna      | Szwajcaria | +9,0    | 37        |
| 6  | Vincent Vittoz     | Francja    | +1:27,3 | 34        |
| 7  | René Sommerfeldt   | Niemcy     | +1:32,0 | 32        |
| 8  | Giorgio Di Centa   | Włochy     | +1:39,2 | 30        |
| 9  | Jiří Magál         | Czechy     | +1:43,4 | 28        |
| 10 | Roland Clara       | Włochy     | +1:45,5 | 26        |

| # | Imię i nazwisko    | Narodowość | Czas      |
| - | ------------------ | ---------- | --------- |
| 1 | Lukáš Bauer        | Czechy     | 4:13:10,6 |
| 2 | Petter Northug     | Norwegia   | +1:16,4   |
| 3 | Dario Cologna      | Szwajcaria | +1:32,2   |
| 4 | Marcus Hellner     | Szwecja    | +1:41,4   |
| 5 | Jean-Marc Gaillard | Francja    | +1:52,6   |

| # | Imię i nazwisko | Narodowość | Punkty |
| - | --------------- | ---------- | ------ |
| 1 | Petter Northug  | Norwegia   | 136    |
| 2 | Simen Østensen  | Norwegia   | 99     |
| 3 | Marcus Hellner  | Szwecja    | 82     |